# Hernösands enskilda bank

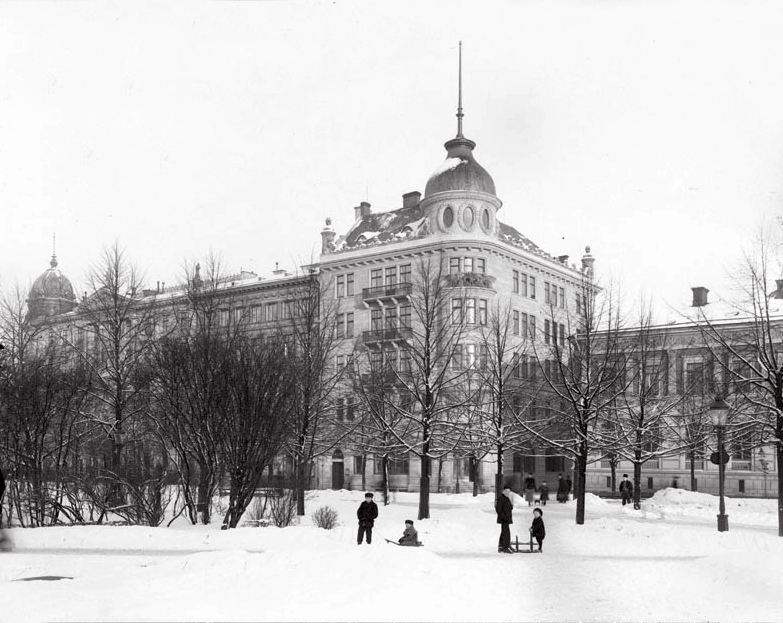
Avdelningskontoret på Kungsträdgårdsgatan i Stockholm 1901

Hernösands enskilda bank erhöll sin första oktroj 1869, började följande år sin verksamhet med huvudkontor i Härnösand. Början av 1900-talet utgjorde en expansiv fas där man förvärvade Norrbottens enskilda bank 1903 och Örebro handelsbank 1905. Banken drogs dock med stora förluster och rekonstruerades, inför hotet att gå i konkurs, under Oscar Rydbecks ledning. Härmed bildades Bankaktiebolaget Norra Sverige 1908. Detta fusionerades 1914 med Stockholms Handelsbank.
Förutom många kontor i utmed Norrlandskusten hade man vid rekonstruktionen även vissa avdelningskontor i Närke och Östergötland. I Stockholm uppfördes åren 1899-1901 ett bankpalats på Kungsträdgårdsgatan 16 efter Erik Lallerstedts ritningar.